# 北見鉄道
北見鉄道（きたみてつどう）は、かつて北海道斜里郡小清水町にあった鉄道事業者、あるいは同社が運営する鉄道路線である。

## 路線データ
- 路線距離：仮止別 - 小清水間8.89km
- 軌間：1067mm
- 駅数：3

## 沿革
- 1926年（大正15年）2月6日：鉄道省に鉄道敷設申請。当時の社名は北見拓殖鉄道
- 1927年（昭和2年）6月2日：止別 - 小清水 - 札鶴間、小清水 - 砥草原間の鉄道敷設免許下付[1]
- 1929年（昭和4年）4月21日：旭川にて設立総会開催。商号を北見鉄道に変更[2]
- 1930年（昭和5年）
  - 1月17日：小清水 - 札鶴間の免許失効[3]
  - 6月3日：仮止別 - 小清水間の鉄道路線開業[4]
- 1933年（昭和8年）12月22日認可：野坂停留場で貨物取扱い開始。停車場に格上げ
- 1934年（昭和9年）7月7日：ガソリン動力併用認可
- 1937年（昭和12年）3月15日届出：仮止別駅の構内側線を延長 (0.34km) して国鉄止別駅前に乗り入れ。営業キロの変更なし
- 1938年（昭和13年）8月8日：路線バス事業開始
- 1939年（昭和14年）8月25日：鉄道路線廃止[5]
- 1940年（昭和15年）
  - 3月4日：バス事業を横道自動車（北見バスの前身事業者のひとつ）に譲渡[6]
  - 7月：会社解散

## 運行
開業時から、国鉄釧網本線の列車に接続して1日4往復の混合列車が設定されており、所要時間は25分であった。1937年には、ガソリン動車の投入にともなって3往復が増発されたが、日中戦争の勃発により統制が進んでガソリンの入手が困難となり、結局のところ翌年の1938年4月には元の4往復に戻ってしまった。

## 駅一覧
仮止別駅（かりやむべつ）0.0km - 野坂駅（のさか）3.8km - 小清水駅（こしみず）8.7km
全線が単一閉塞

## 輸送・収支実績
| 年度 | 乗客（人） | 貨物量（トン） | 営業収入（円） | 営業費（円） | 益金（円） | その他益金（円）  | その他損金（円） | 支払利子（円） | 政府補助金（円） |
| ---- | ---------- | -------------- | -------------- | ------------ | ---------- | ----------------- | ---------------- | -------------- | ---------------- |
| 1930 | 13,431     | 1,168          | 5,324          | 12,945       | ▲ 7,621    |                   |                  | 4,248          |                  |
| 1931 | 8,715      | 1,077          | 報告書未着     |              |            |                   |                  |                |                  |
| 1932 | 13,622     | 2,062          | 6,654          | 15,046       | ▲ 8,392    |                   | 雑損2,545        | 7,205          | 6,148            |
| 1933 | 17,063     | 4,784          | 8,612          | 17,643       | ▲ 9,031    |                   | 雑損27,543       | 17,640         | 15,261           |
| 1934 | 28,119     | 17,689         | 18,720         | 23,047       | ▲ 4,327    |                   | 雑損8,589        | 12,712         | 16,039           |
| 1935 | 33,471     | 31,230         | 28,952         | 23,811       | 5,141      | 減資差益金100,000 | 雑損償却金29,897 | 8,784          | 16,087           |
| 1936 | 31,598     | 14,429         | 19,701         | 19,234       | 467        |                   | 雑損償却金6,254  | 8,677          | 16,643           |
| 1937 | 27,139     | 20,120         | 27,767         | 26,866       | 901        |                   | 雑損償却金6,875  | 8,367          | 16,834           |

- 鉄道統計資料、鉄道統計各年度版

## 車両
1930年の開業時には、蒸気機関車2両、客車3両、貨車3両が在籍した。1939年の廃止までの間に、蒸気機関車のべ4両、ガソリン動車1両、客車3両、貨車3両が所属したが、新製車は1両もなく、すべて中古車であった。

### 蒸気機関車
11（A2形）
1895年、イギリスのナスミス・ウィルソン製の車軸配置0-6-0 (C) のタンク機関車である。前歴は鉄道省の1681（1680形）であったが、さらにその前は2代目水戸鉄道11 ← 鉄道院1110（1100形） ← 北越鉄道2であった。鉄道省からは由仁軌道に工事用として譲渡されていたものだが、同軌道が未成に終わったのを受けて、1930年2月に譲受した。1935年（昭和10年）7月に車体の破損を理由として廃車、解体された。
1812（1800形）
1896年イギリスのキットソン製の車軸配置0-6-0 (C) のタンク機関車である。前所有者は鉄道省で、元は北越鉄道が輸入したものである。1930年1月に譲り受けはしたものの、当鉄道では軸重が過大で使用できず、同年3月には竣工届も出されないまま廃棄された
7211, 7218（7200形）
1896年製アメリカのボールドウィン製の車軸配置2-6-0 (1C) のテンダー機関車である。元は北海道炭礦鉄道（29, 40）。1812が軸重過大で使用できなかったのを受け、代機として7218を1930年3月に、7211を1933年8月に追加購入したが、廃止後の1940年、外地へ売却された。

### ガソリン動車
キハ1（キハ1形）
1937年7月、休止となった札幌郊外電気軌道から購入したガソリン動車である。車体長6m（全長7.05m）、定員32人（座席14人）の半鋼製2軸式小型ガソリン動車であった。ガソリン消費統制によりガソリンエンジンを降ろしてハ1となった。本鉄道廃止後、小名浜臨港鉄道に譲渡され、客車として戦後まで使用された。

### 客車
ハ20 - ハ22（ハ20形）
開業用として1930年4月、定山渓鉄道から譲り受けた木造2軸客車で、その前は鉄道作業局フハ3388 - フハ3390、さらにその前は北海道官設鉄道へ5 - へ7であった。1897年北海道庁鉄道部月島仮工場製とされるが、1907年に本州から転属してきたものとする説もある。また、形式図上は1907年8月製とされている。廃止後は現地で解体された。

### 貨車
ワ50（ワ1形）
1895年鉄道作業局新橋工場製の木造2軸有蓋車である。前所有者は鉄道省で、旧番はワ7171（ワ1形）であった。荷重10t。廃止後は小名浜臨港鉄道に譲渡され、有蓋緩急車（ワフ50）に改造のうえ、1965年まで使用された。
ト30, ト31（ト1形）
1888年、1895年鉄道作業局新橋工場製の2軸木造無蓋車である。旧番はト6230, ト8737（ト6000形）とされるが、鉄道院側の記録では1897年平岡工場、1896年総武鉄道工場製となっている。荷重は10t。廃止後はト30が小名浜臨港鉄道に譲渡され、ト3として使用されたが、ト31の消息は明らかでない。